# Heterolocha citrina
Heterolocha citrina là một loài bướm đêm trong họ Geometridae.